# Віктор Кампусано
Віктор Кампусано Бонілья (ісп. Víctor Campuzano Bonilla; народився 31 травня 1997 року в Барселоні, Іспанія) — іспанський футболіст, нападник клубу «Спортінг» (Хіхон).

## Клубна кар'єра
Кампусано — вихованець клубів «Кубельєс», «Гава» і «Еспаньйол». 2016 року він підписав контракт на три роки з «Реал Мадрид Кастілья». Після закінчення угоди Віктор повернувся до «Еспаньйола» і для набуття ігрової практики почав виступати за дублерський склад. 15 серпня 2019 року в кваліфікаційному матчі Ліги Європи проти швейцарського «Люцерна» Кампусано дебютував за основний склад. У цьому ж поєдинку Віктор зробив «дубль», забивши свої перші голи за «Еспаньйол». 18 серпня в матчі проти «Севільї» він дебютував у Ла-Лізі. 3 жовтня у поєдинку Ліги Європи проти московського ЦСКА Віктор відзначився забитим м'ячем.

## Статистика виступів

### За клуб
Востаннє оновлено 4 лютого 2020 року.
| Сезон                            | Команда                          | Чемпіонат                        | Чемпіонат | Чемпіонат | Національний кубок | Національний кубок | Національний кубок | Континентальні кубки | Континентальні кубки | Континентальні кубки | Інші змагання | Інші змагання | Інші змагання | Усього | Усього |
| Сезон                            | Команда                          | Ліга                             | Ігор      | Голів     | Ліга               | Ігор               | Голів              | Ліга                 | Ігор                 | Голів                | Ліга          | Ігор          | Голів         | Ігор   | Голів  |
| -------------------------------- | -------------------------------- | -------------------------------- | --------- | --------- | ------------------ | ------------------ | ------------------ | -------------------- | -------------------- | -------------------- | ------------- | ------------- | ------------- | ------ | ------ |
| 2016–17                          | «Реал Мадрид Кастілья»           | СДБ                              | 25        | 6         | -                  | -                  | -                  | -                    | -                    | -                    | -             | -             | -             | 25     | 6      |
| 2017–18                          | «Реал Мадрид Кастілья»           | СДБ                              | 22        | 2         | -                  | -                  | -                  | -                    | -                    | -                    | -             | -             | -             | 22     | 2      |
| Усього за «Реал Мадрид Кастілья» | Усього за «Реал Мадрид Кастілья» | Усього за «Реал Мадрид Кастілья» | 47        | 8         |                    | -                  | -                  |                      | -                    | -                    |               | -             | -             | 47     | 8      |
| 2018–19                          | «Еспаньйол Б»                    | СДБ                              | 32        | 15        | -                  | -                  | -                  | -                    | -                    | -                    | -             | -             | -             | 32     | 15     |
| вер. 2019                        | «Еспаньйол Б»                    | СДБ                              | 1         | 1         | -                  | -                  | -                  | -                    | -                    | -                    | -             | -             | -             | 1      | 1      |
| Усього за «Еспаньйол Б»          | Усього за «Еспаньйол Б»          | Усього за «Еспаньйол Б»          | 33        | 16        |                    | -                  | -                  |                      | -                    | -                    |               | -             | -             | 33     | 16     |
| 2018–19                          | «Еспаньйол»                      | ПД                               | 0         | 0         | КІ                 | 0                  | 0                  | -                    | -                    | -                    | -             | -             | -             | 0      | 0      |
| 2019–20                          | «Еспаньйол»                      | ПД                               | 13        | 0         | КІ                 | 1                  | 0                  | ЛЄ                   | 8                    | 5                    | -             | -             | -             | 22     | 5      |
| Усього за «Еспаньйол»            | Усього за «Еспаньйол»            | Усього за «Еспаньйол»            | 13        | 0         |                    | 1                  | 0                  |                      | 8                    | 5                    |               | -             | -             | 22     | 5      |
| Усього за кар'єру                | Усього за кар'єру                | Усього за кар'єру                | 93        | 24        |                    | 1                  | 0                  |                      | 8                    | 5                    |               | -             | -             | 102    | 29     |